# KADOYA
KADOYA（カドヤ）は、株式会社カドヤ（英: KADOYA CORPORATION）が運営する東京都台東区に本社を置くライダースジャケットの専門メーカーである。

## 沿革
- 1935年 3月　深野正次郎、東京浅草に革製品のオーダー、修理、染め替え業としてカドヤ皮服店を創業
- 1975年 4月　深野正孝、社長に就任。モーターサイクルの分野に進出し事業を拡大
- 1984年 3月　フランチャイズ1号店として栃木県足利市にカドヤ栃木店オープン
- 1985年 2月　株式会社カドヤ設立。現住所に自社ビルを建設し移転
- 1985年 3月　仙台市青葉区に直営SHOPカドヤ仙台店オープン
- 1987年 11月　フランチャイズ2号店として栃木県宇都宮市にカドヤ宇都宮店オープン
- 1994年 3月　栃木店を拡大リニューアルし宇都宮店を閉店
- 2000年 4月　カドヤ仙台店、現店舗の若林区にリニューアル移転
- 2003年 4月　大阪府東大阪市に直営SHOPカドヤ大阪店と福岡県福岡市に直営SHOPカドヤ福岡店2店舗同時オープン
- 2005年 7月　愛知県名古屋市に直営SHOPカドヤ名古屋店オープン
- 2006年 1月　新事業として革専門のクリーニング「Ref Leather」スタート
- 2012年 11月　深野将和、社長に就任。
- 2019年 9月　新ブランド ALTER KEIS（アルタケイス）の販売を開始
- 2024年6月　バイオハザードとのコラボレーションアイテムを展開
- 2023年4月　湘南爆走族コラボレーションアイテムを展開
- 2024年12月　仮面ライダーシリーズ「公式アイテム」コラボレーションアイテムを展開
- 2025年 2月　大阪市旭区新森に、大型店舗をリニューアルオープン
- 2025年3月　東京モーターサイクルショー2025に初出展

## 直営店
- KADOYA 東京本店  - 〒111-0035 東京都台東区西浅草3-29-21
- KADOYA 仙台店  - 〒984-0012 宮城県仙台市若林区六丁の目中町7-73
- KADOYA 名古屋店  - 〒462-0810 愛知県名古屋市北区山田2-3-32
- KADOYA 大阪店  - 〒535-0022 大阪府大阪市旭区新森６丁目３−４８
- KADOYA 福岡店  - 〒812-0053 福岡県福岡市東区箱崎2-42-5
- KADOYA Ref Leather  - 〒111-0032 東京都台東区浅草6-41-7　革専門クリーニング『リフレザー』

## 取扱ブランド
- HEAD FACTORY（ヘッドファクトリー）
- K'S LEATHER & K'S PRODUCT（ケーズレザーアンドケーズプロダクト）
- Ref leather（リフレザー）

## 公式サイト
- KADOYA ONLINE
- 革専門クリーニング RefLeather

## WEB CM
- KADOYA 2019Autumn Winter collection
- KADOYA HEAD FACOTRY SIGNATURES CONCEPT Movie full.ver

## SNS
- INSTAGRAM @kadoya_leathers
- Twitter @KadoyaLeathers